# Hans Majestæt Kongen indvier Næstveds nye Havneanlæg
Hans Majestæt Kongen indvier Næstveds nye Havneanlæg er en dansk ugerevy fra 1938.

## Handling
Indvielse af Næstveds nye havneanlæg finder sted 21. maj 1938. Kong Christian X ankommer ombord på Kongeskibet Dannebrog. Der er taler ved bl.a. statsminister Stauning og kongen. Næstved fester for den nye havn med gymnastikopvisning, tivoli, udskænkning og afslutter med fyrværkeri.